# A Vida é Mesmo Assim
A Vida é Mesmo Assim é o quinto álbum de estúdio da cantora e compositora brasileira Angela Ro Ro, lançado em 1984 pela PolyGram, dentro do selo Polydor Records.

## Álbum
O título do álbum foi extraído da canção de mesmo nome, o carro-chefe do disco e um dos sucessos de sua carreira. "Fogueira", faixa que Angela entregou a Maria Bethânia no ano anterior, foi lançada no álbum Ciclo, um disco intimista e nada comercial, que não recebeu divulgação e que seu maior sucesso foi essa mesma canção, pois foi incorporada a trilha sonora da novela "Transas e Caretas". "Fogueira" é uma canção muito romântica, sentimental e sensível. Outras faixas no álbum de Angela, com características parecidas, são "Gata, Moleque, Ninfa" e "Nenhum Lugar", gravadas somente por ela.
O álbum contém regravações de canções antigas também. "Você Não Sabe Amar" é uma canção lançada em 1950 por Francisco Carlos, sendo também regravada por Luis Eça, Marisa Gata Mansa, Sílvia Telles, Chico Buarque, entre outros. "Hot Dog" é uma versão escrita por Leo Jaime para "Hound Dog", canção de estilo Jazz blues, lançada em 1952 por Big Mama Thornton e um dos sucessos de Elvis Presley em 1956.
Há uma regravação da canção "Opus 2" da dupla de cantores baianos Antônio Carlos e Jocáfi. A canção, lançada no álbum Louvado Seja (1977), tem esse título por ser uma continuação do samba "Você Abusou", êxito em 1971 no primeiro álbum da mesma dupla, com um refrão repetitivo presente também em "Opus 2" e que recebeu naquele ano uma grande quantidade de regravações.
"Sucesso Sexual" foi uma faixa censurada, não podendo ser tocada nas rádios. "Librear" foi feita para a cantora Gal Costa. "Isso é para a Dor" tem sonoridade semelhante ao flamenco e também fora gravada naquele ano pela cantora Rosa Marya Colin. "Hino", a última faixa do álbum, não é interpretada por Angela, mas sim por um coro de sete pessoas.

## Faixas
| N.º | Título                 | Compositor(es)                                | Duração |  |
| 1.  | "A Vida É Mesmo Assim" | Angela Ro Ro                                  | 3:47    |  |
| 2.  | "Fogueira"             | Angela Ro Ro                                  | 4:05    |  |
| 3.  | "Você Não Sabe Amar"   | Carlos Guinle / Dorival Caymmi / Hugo Lima    | 3:07    |  |
| 4.  | "Nenhum Lugar"         | Tite de Lemos / Sueli Costa                   | 4:05    |  |
| 5.  | "Opus 2"               | Antônio Carlos Pinto / José Carlos Figueiredo | 3:19    |  |
| 6.  | "Sucesso Sexual"       | Leo Jaime / Leandro Verdeal                   | 3:17    |  |
| 7.  | "Librear"              | Angela Ro Ro                                  | 3:07    |  |
| 8.  | "Hot Dog (Hound Dog)"  | Jerry Leiber / Mike Stoller / Vrs: Leo Jaime  | 2:07    |  |
| 9.  | "Gata, Moleque, Ninfa" | Angela Ro Ro                                  | 3:38    |  |
| 10. | "Isso é para a Dor"    | Angela Ro Ro                                  | 3:33    |  |
| 11. | "Hino"                 | Angela Ro Ro / Antonio Adolfo                 | 4:51    |  |